# Жешартське міське поселення
Жеша́ртське міське поселення (рос. Жешартское городское поселение) — муніципальне утворення у складі Усть-Вимського району Республіки Комі, Росія. Адміністративний центр — селище міського типу Жешарт.

## Населення
Населення — 7513 осіб (2017, 8580 у 2010, 10072 у 2002, 12846 у 1989).

## Склад
До складу поселення входять такі населені пункти:
| Населений пункт              | Населення, осіб (1989) | Населення, осіб (2002) | Населення, осіб (2010) |
| ---------------------------- | ---------------------- | ---------------------- | ---------------------- |
| Жешарт, селище міського типу | 12787                  | 10029                  | 8561                   |
| Рім'я, присілок              | 59                     | 43                     | 19                     |